# Wheatland (Canada)
Pour les articles homonymes, voir Wheatland.
Wheatland est un petit village du Québec situé dans le canton de Wickham. Ce village fut créé vers 1825 sous le nom de mission de Saint-Pierre de Wickham (St. Peter's of Wickham). La mission fut fermée en 1849 à cause de Jean-Baptiste-Éric Dorion, homme très influent qui demande le déménagement de Wheatland à un nouveau site qui est L'Avenir. L'Archevêque lui accorda le déménagement de la mission Saint-Pierre de Wickham. Ce village ne disparait pas au complet avant 1916. Cette année-là annonce une nouvelle mission nommée Saint-Nicéphore. Wheatland fera partie de la municipalité de Saint-Nicéphore.
Le village cœur de Wheatland est situé à l'intersection de la route Caya et de la route 143 à Saint-Nicéphore. Il était composé d'un magasin général, d'un bureau de poste, d'un hôtel, d'une école, d'un bureau de comptable, d'un forgeron et d'une scierie. La gare ne verra jamais le jour.
Les villageois de Wheatland ont créé un nouveau village à la suite de l'ancien. Ce nouveau village s'appelle Wickham et existe toujours, situé à l'ouest de Wheatland.
Aujourd'hui, dans l'ancien village de Wheatland, il ne reste plus que le cimetière avec son beffroi (en l'honneur des pionniers), le magasin général et l'école. L'hôtel est déménagé dans le village de L'Avenir.